# 1919 في الأوروغواي
فيما يلي قوائم الأحداث التي وقعت خلال عام 1919 في الأوروغواي.

## سياسة

### انتهاء فترة المنصب
- 1 مارس – فيليسيانو فييرا رئيس الأوروغواي.

## رياضة
- 1 يناير – بطولة أمريكا الجنوبية لألعاب القوى 1919

## مواليد

### ديسمبر
- 28 ديسمبر – غوما زورييا